# Österreichische Gesellschaft für Energiewissenschaften
Die Österreichische Gesellschaft für Energiewissenschaften (ÖGEW) ist eine 1960 gegründete, interdisziplinäre, technisch-wissenschaftliche Organisation auf den Gebieten Erdöl und Erdgas in Österreich. Sie ist Trägerin des österreichischen Nationalkomitees beim World Petroleum Council (WPC) und vertritt dort die Interessen seiner Mitglieder. Die ÖGEW arbeitet eng mit in- und ausländischen wissenschaftlichen Gesellschaften wie der deutschen Schwesterngesellschaft DGMK Deutsche Wissenschaftliche Gesellschaft für Erdöl, Erdgas und Kohle zusammen. Bis ins Jahr 2021 lautete der Name der Organisation „Österreichische Gesellschaft für Erdölwissenschaften“.
Die ÖGEW fördert Wissenschaft, Forschung, Technik und Weiterbildung in den Bereichen
- Aufsuchung, Gewinnung, Speicherung von Erdöl und Erdgas,
- Verarbeitung und Anwendung von Mineralöl, Erdgas und ihren Folgeprodukten
- Petrochemie

Die ÖGEW ist Basis für interdisziplinäre Kontakte sowie Forum für den Austausch von Informationen und Erfahrungen der österreichischen Erdöl- und Mineralölindustrie und der mit ihr verbundenen Industriezweige und Institutionen. Tätigkeitsschwerpunkte sind wissenschaftliche Publikationen und Vorträge, vor allem die mit der DGMK mitherausgegebenen monatlich erscheinenden Fachzeitschrift Erdöl, Erdgas, Kohle. Sie veranstaltet Tagungen und Vorträge, darunter die jährliche Herbstveranstaltung in Wien, die ÖGEW-Gespräche und die Mitglieder-Hauptversammlung.
Der Vereinsvorstand und der Beirat setzen sich aus Vertretern von Mineralölgesellschaften sowie Vertretern von Universitäten, Behörden und Fachorganisationen zusammen. Die ÖGEW hat ihren Sitz beim Fachverband der Mineralölindustrie in Wien in der Wirtschaftskammer Österreich.
Die ÖGEW verfolgt ausschließlich gemeinnützige Zwecke. Für besondere Verdienste vergibt die Organisation die Hans-Höfer-Medaille. Ein bekannter Preisträger ist unter anderem Friedrich Asinger.